# Teatr im. Wojciecha Bogusławskiego w Kaliszu

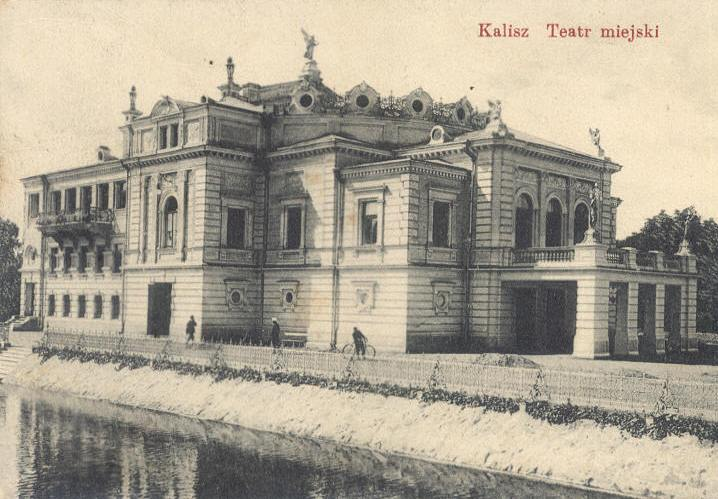
Gmach teatru wzniesiony w latach 1898–1900 według projektu Józefa Chrzanowskiego

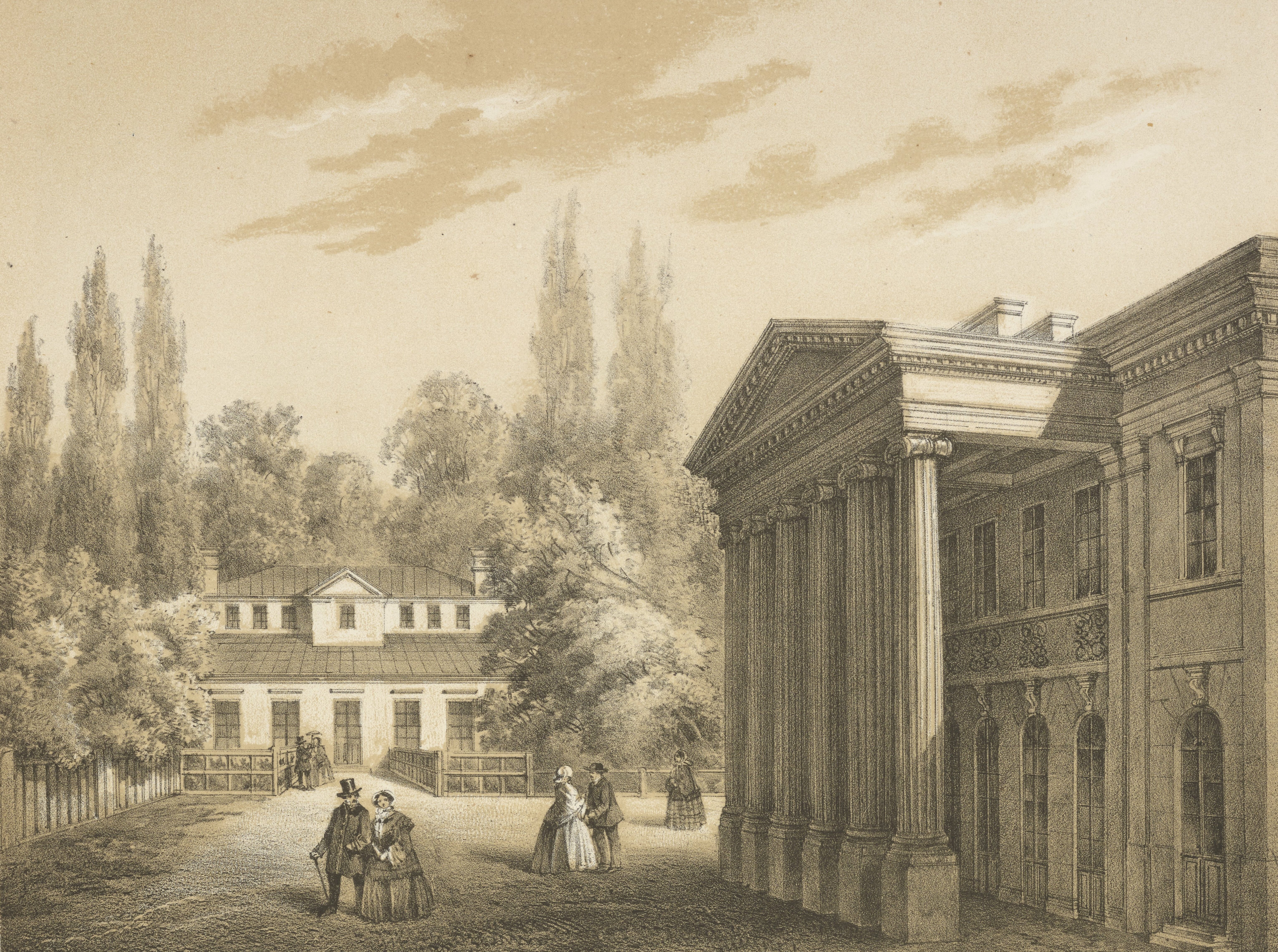
Widok teatru przed 1858

Teatr im. Wojciecha Bogusławskiego w Kaliszu (TWB) – teatr w Kaliszu, wojewódzka instytucja kultury, założony w 1801 przez Wojciecha Bogusławskiego, honorowa scena narodowa. Spośród działających do dzisiaj teatrów dramatycznych w Polsce tylko dwa są od niego starsze; od 1936 nosi imię założyciela, od 1961 organizuje Kaliskie Spotkania Teatralne; budynek teatru, wzniesiony w latach 1920–1923 według projektu Czesława Przybylskiego, został wpisany do rejestru zabytków w 1979.
W latach 2014–2017 dyrektorem teatru była Magda Grudzińska; od 1 września 2017 dyrektorem jest Bartosz Zaczykiewicz.

## Historia
Pierwszy drewniany budynek teatru wzniesiony przez Bogusławskiego w 1801 roku rozpadł się po 15 latach. W latach 30. XIX wieku teatr odbudowano w jego współczesnym miejscu, jednak spłonął on w pożarze miasta w kwietniu 1858 roku. Ponad 40 lat przedstawienia odbywały się w zaadaptowanej do tego celu ujeżdżalni, a później w prowizorycznym, drewnianym teatrze zimowym. W latach 1896–1900 wzniesiono neorenesansowy gmach teatru według projektu Józefa Chrzanowskiego. Budynek został spalony przez Niemców w czasie burzenia Kalisza w 1914. W 1920 rozpoczęto trwającą 16 lat budowę obecnego budynku według projektu Czesława Przybylskiego.
W 1937 w TWB odbyła się prapremiera komedii politycznej Von Schwindel w polskim dworze Janusza Teodora Dybowskiego. Tadeusz Słobodzianek debiutował w TWB jako dramaturg w 1981 sztuką dla dzieci Baśń jesienna, zaś w 1982 jako reżyser inscenizacją dramatu Osmędeusze (1971) Mirona Białoszewskiego.

## Dyrektorzy
| Dyrektorzy Teatru im. Wojciecha Bogusławskiego w Kaliszu (dyrektorzy naczelni od 1957) | Dyrektorzy Teatru im. Wojciecha Bogusławskiego w Kaliszu (dyrektorzy naczelni od 1957) |
| -------------------------------------------------------------------------------------- | -------------------------------------------------------------------------------------- |
| 1957–1963                                                                              | Tadeusz Kubalski                                                                       |
| 1964–1970                                                                              | Alina Obidniak                                                                         |
| 1970–1973                                                                              | Izabella Cywińska                                                                      |
| 1973–1974                                                                              | Zbigniew Bebak, dyrektor naczelny i artystyczny                                        |
| 1974–1977                                                                              | Andrzej Wanat                                                                          |
| 1977–1980                                                                              | Waldemar Wilhelm                                                                       |
| 1980–1982                                                                              | Romana Próchnicka, dyrektor naczelny i artystyczny                                     |
| 1982–1991                                                                              | Maciej Grzybowski                                                                      |
| 1991–1994                                                                              | Zbigniew Lesień                                                                        |
| 1994–1998                                                                              | Jan Buchwald                                                                           |
| 1998–2001                                                                              | Jan Nowara                                                                             |
| 2001–2007                                                                              | Robert Czechowski                                                                      |
| 2007–2014                                                                              | Igor Michalski, dyrektor naczelny i artystyczny                                        |
| 2014–2017                                                                              | Magda Grudzińska, dyrektor naczelny i artystyczny                                      |
| od 2017                                                                                | Bartosz Zaczykiewicz                                                                   |

## Zespół

### Obecni aktorzy
Stan na 13 listopada 2017.
- Natasza Aleksandrowitch (od 2015)
- Zbigniew Antoniewicz (od 1996)
- Izabela Beń (od 2008)
- Agnieszka Dulęba-Kasza (od 2007)
- Agnieszka Dzięcielska (od 1991)
- Michał Grzybowski (od 2007)
- Jacek Jackowicz (od 1992)
- Łukasz Kaczmarek (od 2016)
- Małgorzata Kałędkiewicz-Pawłowska (od 2003)
- Ewa Kibler (od 1989)
- Kama Kowalewska (od 1999)
- Dawid Lipiński (od 2015)
- Jakub Łopatka (od 2017)
- Wojciech Masacz (od 2004)
- Aleksandra Pałka (od 2017)
- Bożena Remelska (od 1978)
- Dariusz Sosiński (od 1996)
- Marcin Trzęsowski (od 2007)
- Izabela Wierzbicka (od 2002)
- Michał Wierzbicki (od 2007)
- Lech Wierzbowski (od 1986)
- Lech Zuchowicz (od 2017)

### Dawni aktorzy
- Krzysztof Chamiec (1954–1955)
- Michał Chorosiński (1999–2000)
- Edmund Fetting (sezon 1951/52 i 1952/53)[10]
- Antonina Girycz (1960–1961)
- Jan Jankowski (1991–1992)
- Dorota Kolak (1980–1982)
- Halina Kowalska (1966–1967)
- Monika Krzywkowska
- Janusz Michałowski (1969–1973)
- Cezary Morawski
- Henryk Talar (1970–1973)
- Halina Łabonarska (1970–1973)
- Józef Łodyński (1954–1957)
- Elżbieta Starostecka

i inni